# Kevin Dallman
Kevin Jonathan Dallman (ur. 26 lutego 1981 w St. Catharines) – kanadyjski hokeista. Reprezentant Kazachstanu.

## Kariera
- Niagara Falls Canucks (1996–1998)
- Guelph Storm (1998–2002)
- Providence Bruins (2002–2005)
- Boston Bruins (2005)
- St. Louis Blues (2005−2006)
- Los Angeles Kings (2006–2008)
  -  Manchester Monarchs (2006–2008)
- Barys Astana ([2008−2012)
- SKA Sankt Petersburg (2012-2014)
- Barys Astana (2014-2019)

Urodził się w St. Catharines nieopodal Niagara Falls. Od lipca 2008 roku był zawodnikiem i kapitanem kazachskiego klubu Barys Astana. W każdym z czterech sezonów rozegranych w drużynie był jednym z najskuteczniejszych graczy, plasując się także wysoko w generalnych klasyfikacjach ligowych. Po trzech latach występów pojawiła się sprawa nadania mu kazachskiego obywatelstwa i tym samym umożliwienia jego gry w reprezentacji Kazachstanu. Wówczas Dallman nie zgodził się na to. Po sezonie KHL (2011/2012) pierwotnie zaproponowano mu przedłużenie kontraktu o kolejne trzy lata. Jednak w kwietniu 2012 roku zawodnik wraz z rodziną zostali wydaleni z Kazachstanu po tym, jak jego żona Stacy na swoim blogu "Adventures in Kaziland" wyraziła się krytycznie na temat działań władz państwa oraz panującej korupcji. Ponadto wycofano złożoną mu wcześniej propozycję przedłużenia kontraktu, a prezes klubu Nurlan Orasbajew uzasadniał to później względami sportowymi i zbyt wysokimi żądaniami finansowymi stawianymi przez hokeistę. 
Od końca maja 2012 zawodnik SKA Sankt Petersburg, związany dwuletnim kontraktem. Od maja 2014 ponownie był graczem Barysu Astana, związany trzyletnim kontraktem. W sierpniu 2019 ogłosił zakończenie kariery zawodniczej.
W styczniu 2012 nadano mu obywatelstwo Kazachstanu. W reprezentacji zadebiutował w lutym 2013 na turnieju kwalifikacyjnym do Zimowych Igrzysk Olimpijskich 2014. W barwach Kazachstanu uczestniczył w turniejach mistrzostw świata w mistrzostw świata w 2014 (Elita), 2015, 2017, 2018 (Dywizja I).

## Sukcesy
Reprezentacyjne
- Awans do MŚ Elity: 2015 z Kazachstanem

Klubowe
- Puchar Kontynentu: 2013 ze SKA
- Brązowy medal mistrzostw Rosji: 2013 ze SKA

Indywidualne
- OHL 2000/2001:
  - Pierwsze miejsce w klasyfikacji goli wśród obrońców: 25
  - Pierwsze miejsce w klasyfikacji asyst wśród obrońców: 52
  - Pierwsze miejsce w klasyfikacji kanadyjskiej wśród obrońców: 77
- CHL 2001/2002:
  - Pierwsze miejsce w klasyfikacji goli wśród obrońców: 25
  - Pierwsze miejsce w klasyfikacji kanadyjskiej wśród obrońców: 86
  - Skład gwiazd
- KHL (2008/2009):
  - Pierwsze miejsce w klasyfikacji strzelców wśród obrońców w sezonie zasadniczym: 28 gole
  - Drugie miejsce w klasyfikacji asystentów wśród obrońców w sezonie zasadniczym: 30 asyst
  - Pierwsze miejsce w klasyfikacji kanadyjskiej wśród obrońców w sezonie zasadniczym: 58 punktów
  - Pierwsze miejsce w klasyfikacji ilości oddanych strzałów: 218
  - Mecz Gwiazd KHL
  - Złoty Kask (przyznawany sześciu zawodnikom wybranym do składu gwiazd sezonu)
- KHL (2009/2010):
  - Pierwsze miejsce w klasyfikacji strzelców wśród obrońców w sezonie zasadniczym: 14 goli
  - Trzecie miejsce w klasyfikacji asystentów wśród obrońców w sezonie zasadniczym: 27 asyst
  - Drugie miejsce w klasyfikacji kanadyjskiej wśród obrońców w sezonie zasadniczym: 41 asyst
  - Mecz Gwiazd KHL
- KHL (2010/2011):
  - Najlepszy obrońca miesiąca: styczeń 2011
  - Piąte miejsce w klasyfikacji strzelców wśród obrońców w sezonie zasadniczym: 12 goli
  - Trzecie miejsce w klasyfikacji asystentów wśród obrońców w sezonie zasadniczym: 27 asyst
  - Trzecie miejsce w klasyfikacji kanadyjskiej wśród obrońców w sezonie zasadniczym: 39 punktów
- KHL (2011/2012):
  - Najlepszy obrońca miesiąca: styczeń 2012
  - Czwarte miejsce w klasyfikacji asystentów w sezonie zasadniczym: 36 asysty
  - Piąte miejsce w klasyfikacji kanadyjskiej w sezonie zasadniczym: 54 punkty
  - Drugie miejsce w klasyfikacji strzelców wśród obrońców w sezonie zasadniczym: 18 goli
  - Pierwsze miejsce w klasyfikacji asystentów wśród obrońców w sezonie zasadniczym: 36 asyst
  - Pierwsze miejsce w klasyfikacji kanadyjskiej wśród obrońców w sezonie zasadniczym: 54 punkty
  - Nagroda dla najlepiej punktującego obrońcy
  - Mecz Gwiazd KHL (pierwsza drużyna gwiazd)
  - Złoty Kask (przyznawany sześciu zawodnikom wybranym do składu gwiazd sezonu)
- KHL (2012/2013):
  - Mecz Gwiazd KHL[11]
  - Pierwsze miejsce w klasyfikacji strzelców wśród obrońców w sezonie zasadniczym: 15 goli
  - Drugie miejsce w punktacji kanadyjskiej wśród obrońców w sezonie zasadniczym: 38 punktów
  - Drugie miejsce w klasyfikacji +/- w sezonie zasadniczym: +27
  - Drugie miejsce w klasyfikacji strzelców wśród obrońców w fazie play-off: 4 gole
  - Drugie miejsce w klasyfikacji asystentów wśród obrońców w fazie play-off: 10 asyst
  - Pierwsze miejsce w punktacji kanadyjskiej wśród obrońców w fazie play-off: 14 punktów
  - Nagroda Dżentelmen na Lodzie dla obrońcy (honorująca graczy, którzy łączą sportową doskonałość z nieskazitelnym zachowaniem): 52 meczów, 15 goli, 21 asyst, +27 punktów i 22 minuty kar
- KHL (2013/2014):
  - Trzecie miejsce w klasyfikacji asystentów wśród obrońców w fazie play-off: 7 asyst
  - Piąte miejsce w klasyfikacji kanadyjskiej wśród obrońców w fazie play-off: 9 punktów
- KHL (2014/2015):
  - Trzecie miejsce w klasyfikacji strzelców wśród obrońców w sezonie zasadniczym: 14 goli
- Mistrzostwa Świata w Hokeju na Lodzie 2015/I Dywizja#Grupa A:
  - Drugie miejsce w klasyfikacji strzelców turnieju: 3 gole[12]
  - Piąte miejsce w klasyfikacji asystentów turnieju: 3 asysty[13]
  - Drugie miejsce w klasyfikacji kanadyjskiej turnieju: 6 punktów[14]
  - Pierwsze miejsce w klasyfikacji kanadyjskiej wśród obrońców turnieju: 6 punktów[15]
  - Piąte miejsce w klasyfikacji +/- turnieju: +5[16]
  - Skład gwiazd turnieju[17][18]
  - Najlepszy obrońca turnieju[19]
- KHL (2015/2016):
  - Najlepszy obrońca miesiąca: grudzień 2015[20]
  - Pierwsze miejsce w klasyfikacji asystentów wśród obrońców sezonie zasadniczym: 32 asysty
  - Drugie miejsce w klasyfikacji kanadyjskiej wśród obrońców sezonie zasadniczym: 40 punktów
- Mistrzostwa Świata w Hokeju na Lodzie 2017/I Dywizja#Grupa A:
  - Pierwsze miejsce w klasyfikacji strzelców wśród obrońców turnieju: 2 gole[21]
  - Trzecie miejsce w klasyfikacji kanadyjskiej wśród obrońców turnieju: 3 punkty
- KHL (2016/2017):
  - Piąte miejsce w klasyfikacji asystentów wśród obrońców w fazie play-off: 6 asyst
- KHL (2017/2018):
  - Piąte miejsce w klasyfikacji asystentów wśród obrońców sezonie zasadniczym: 24 asysty
- Mistrzostwa Świata w Hokeju na Lodzie 2018/I Dywizja#Grupa A:
  - Pierwsze miejsce w klasyfikacji +/- turnieju: +4[22]

Wyróżnienie
- Nagroda specjalna „Fonbet Złota Drużyna” – przyznana trenerowi i sześciu zawodnikom wybranym do składu gwiazd na 15-lecie rozgrywek KHL: 2023[23]

## Życie rodzinne
Jego wujek Marty Dallman (ur. 1963) także był hokeistą.
Jego żoną została Stacy, z którą ma troje dzieci: córkę Ava oraz synów Noah i Jacksona. Jego żona założyła Fundację Żon Łokomotiwu (ang. Lokomotiv Wives Fund) mającą na celu pomoc żonom hokeistów i trenerów byłej drużyny klubu Łokomotiw Jarosław zmarłych w wyniku katastrofy z 7 września 2011.